# Notela
Notela is een geslacht van vlinders van de familie tandvlinders (Notodontidae).

## Soorten
- N. angustiora Benjamin & McDunnough, 1910
- N. jaliscana Schaus, 1901